# ثنائي إيثيل الإيثر
ثنائي إيثيل الإيثر (الإيثر الإيثيلي) مركب عضوي له الصيغة C2H5OC2H5، وهو ينتمي لمجموعة الإيثرات وهو أشهرها، لذلك يسمى أحياناً الإيثر . وهو عبارة عن سائل عديم اللون سريع الاشتعال له رائحة مميزة، كان يستخدم سابقاً كمخدر.

## الخواص

### الفيزيائية والكيميائية
لثنائي إيثيل الإيثر تطايرية عالية جداً، وهو سريع الاشتعال. أبخرته أثقل من الهواء. عند تعرض الإيثر الإيثيلي لأكسجين الهواء فإنه يتشكل فوق أكاسيد عضوية لها خاصية متفجرة لتفاعليتها العالية. لذلك فإن الإيثر الإيثيلي يحفظ في أواني معتمة، لتجنب تحفيز التفكك بالفوتونات.
نظراً لخموله الكيميائي النسبي فإنه يستعمل كمحل في بعض التفاعلات الكيميائية مثل تفاعل غرينيار. يستخدم الإيثر الإيثيلي في الاستخلاص وذلك لضعف انحلاليته في الماء.
تسبب أبخرة ثنائي إيثل الايثر إثارة أولية يتبعها فعل مخدر، إذا كان له في بدايات العشرين تطبيقات طبية كمخدر ،إلا أن هذا الأمر لم يعد قي التطبيق ، وذلك للاثآر الجانبية غير محببة (قلق , إقياء) ، ولخطورة الانفجار المصاحبة لاستعماله.

### الفيزيولوجية
تسبب أبخرة ثنائي إيثيل الإيثر إثارة أولية يتبعها فعل مخدر، لذا كان له في السابق تطبيقات طبية كمخدر، إلا أن هذا الأمر لم يعد قيد التطبيق، وذلك للآثار الجانبية غير المحببة (قلق، إقياء)، ولخطورة الانفجار المصاحبة لاستعماله.
وجد أن الإنزيم cytochrome P450 يساهم في عملية استقلاب ثنائي إيثيل الإيثر.
في المقابل فإن ثنائي إيثيل الإيثر يثبط عمل إنزيم الكحول ديهيدروجيناز بالتالي يبطئ من استقلاب الإيثانول. بالإضافة إلى أنه يثبط استقلاب العقاقير التي يتطلب عملها حدوث تنفس خلوي (استقلاب مؤكسد).

## التحضير
يحضر ثنائي إيثيل الإيثر من تفاعل مزيج من الإيثانول وحمض الكبريتيك بنسبة 5:9، حيث يضاف الكحول بشكل تدريجي إلى الحمض، تتبعه عمليه تقطير عند 140°س. نتيجة تفاعل التكاثف ينتج ثنائي إيثيل الإيثر كناتج رئيسي، ويبقى كبريتات ثنائي الإيثيل كناتج ثانوي سام.

## الاستخدامات
- يستعمل بشكل واسع كمحل في الكيمياء العضوية، وكذلك في عمليات الاستخلاص.
- يمزج الإيثر الإيثيلي مع بعض أنواع الوقود وذلك بسبب انخفاض درجة حرارة الاشتعال الذاتي والتطايرية العالية. للإيثر الإيثيلي رقم سيتان عال نسبيا 85 - 96.
- يستخدم أيضا مع حمض الهيدروكلوريك المركز والفلوروجليسينول للكشف عن التزنخ في الزيوت